# 시 울프 (비디오 게임)
시 울프(Sea Wolf)는 미드웨이 게임스가 제조하고 처음에 1976년 아케이드용으로 판매된 슈팅 게임이다. 동전으로 구동되는 초기 전자기기 미드웨이 게임 시 데빌(Sea Devil)의 비디오 게임 업데이트이다. 시 데빌은 세가의 1966년 동전 구동 아케이드 잠수함 시뮬레이터 페리스코프에 기반을 둔다. 이 게임은 타이토에 의해 일본에서 출시되었다. 시 울프는 데이브 넛팅에 의해 디자인되었다. 이 게임은 10,000개의 아케이드 캐비넷을 판매했으며 미국에서는 1976년, 1977년에 가장 수익이 높은 아케이드 비디오 게임이었고, 일본에서는 1976년 5번째로 수익이 높은 아케이드 비디오 게임이었다.
미드웨이는 컬러 아케이드 후속작 "시 울프 II"를 1978년 출시하였다. 1982년, 코모도어 인터내셔널은 VIC-20과 당시 신형 코모도어 64 컴퓨터용 시 울프 카트리지 포트를 생산했다.